# ISS-Expedition 39
ISS-Expedition 39 ist die Missionsbezeichnung für die 39. Langzeitbesatzung der Internationalen Raumstation (ISS). Die Mission begann mit dem Abkoppeln des Raumschiffs Sojus TMA-10M von der ISS am 11. März 2014. Das Ende wurde durch das Abkoppeln von Sojus TMA-11M am 13. Mai 2014 markiert.

## Mannschaft
- Kōichi Wakata (4. Raumflug), Kommandant, (Japan/JAXA) (Sojus TMA-11M)
- Michail Wladislawowitsch Tjurin (3. Raumflug), Bordingenieur, (Russland/Roskosmos) (Sojus TMA-11M)
- Richard Alan Mastracchio (4. Raumflug), Bordingenieur, (USA/NASA) (Sojus TMA-11M)

Zusätzlich ab dem 28. März 2014:
- Alexander Alexandrowitsch Skworzow (2. Raumflug), Bordingenieur, (Russland/Roskosmos) (Sojus TMA-12M)
- Oleg Germanowitsch Artemjew (1. Raumflug), Bordingenieur, (Russland/Roskosmos) (Sojus TMA-12M)
- Steven Ray Swanson (3. Raumflug), Bordingenieur, (USA/NASA) (Sojus TMA-12M)

### Ersatzmannschaft
Seit Expedition 20 wird wegen des permanenten Trainings für die Besatzungen keine offizielle Ersatzmannschaft mehr bekanntgegeben. Inoffiziell gelten die Backup-Crews der beiden Sojus-Zubringerraumschiffe TMA-11M und TMA-12M (siehe dort) als Ersatzmannschaft der Expedition 39. In der Regel kommen diese Crews dann jeweils zwei Missionen später selbst zum Einsatz.

## Missionsbeschreibung
Die Expedition begann mit dem Abflug des Raumschiffes Sojus TMA-10M am 11. März 2014. Ende März wurde die Besatzung durch drei Neuankömmlinge, die mit Sojus TMA-12M zur ISS gelangten, verstärkt.
Im Mittelpunkt der Arbeiten an Bord standen wissenschaftliche Forschungen auf den Gebieten Astronomie, Atmosphärenforschung, Biologie, Erderkundung, Medizin, Physik und Technik. Ein Großteil der Experimente lief weitgehend automatisch ab und bedarf nur hin und wieder der Aufmerksamkeit der Raumfahrer. Einen größeren Betreuungsaufwand erforderten Untersuchungen im medizinisch-biologischen Bereich sowie bei der Erderkundung. Viel Arbeitszeit wurde auch für Wartungs- und Reparaturarbeiten sowie für körperliche Betätigung zur Erhaltung der Gesundheit aufgewandt.
Im März und April wurden u. a. Experimente zur Messung von Beschleunigungen innerhalb der Station (Relaksazija, Space Acceleration Measurement System), zur Strahlungsmessung (Matrjoschka, Radiation Monitoring), zur Ermittlung des Verhaltens von Kolloiden (Advanced Colloids Experiment), zum Fließverhalten in der Schwerelosigkeit (Capillary Flow Experiment), zu Verbrennungsprozessen an Festkörpern (Burning and Suppression of Solids), zur Ozeanologie (Seiner), zu Phänomenen in der Atmosphäre bzw. Ionosphäre (Uragan, Albedo, Obstanowka) sowie psychologische und medizinische Studien zur Zusammenarbeit mit Bodenstationen (Interactions), zur Veränderung der Wahrnehmung bei längeren Raumflügen (optische Täuschungen durch reversible Figuren, Reaktionszeit), zu körperlichen Veränderungen bei Aufenthalten in der Schwerelosigkeit (Blut-, Speichel- und Urinproben) sowie zur Erprobung eines Systems zur elektrischen Stimulation von Muskeln als Ersatz für sportliches Training durchgeführt. Zudem wurden Videokonferenzen mit Verwandten, mit Schülern einer Grundschule, Teilnehmern an einem NASA-Wettbewerb und verschiedenen Fernsehstationen abgehalten, darunter eine etwa zweistündige mit dem Sender National Geographic Channel.
Wartungs- bzw. Reparaturarbeiten betrafen vor allem eine Toilette in Tranquility, ein Laufband, die Wasseraufbereitungsanlage, einen Speisenwärmer, Raumanzüge (EMUs) und deren Versorgungssysteme, die Lebenserhaltungssysteme, Ventilatoren und Filter zur Zirkulation und Reinhaltung der Luft sowie verschiedene Anlagen, in denen Experimente untergebracht sind.
Am 11. April fiel eine Ersatzcomputerbox an der Gitterstruktur der Raumstation aus. Sie fungiert als Multiplexer/Demultiplexer für Kommandos zu verschiedenen Robotikkomponenten an der Außenseite. Sie wurde im Rahmen eines Außenbordeinsatzes am 23. April ausgetauscht.

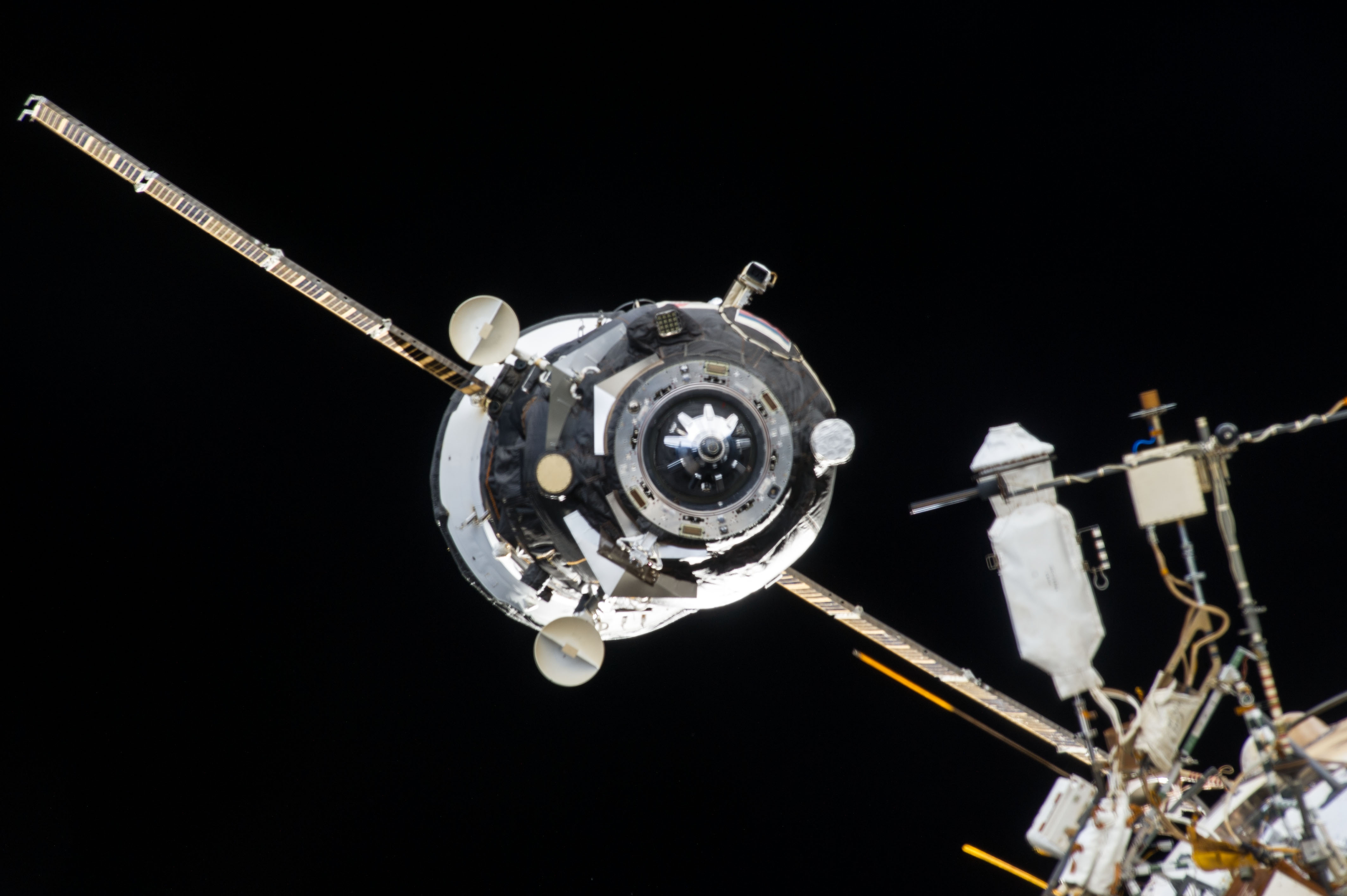
Progress M-21M beim ersten Abdocken

### Frachterverkehr
Am 7. April legte der Frachter Progress M-22M (ISS 54P) von der Station ab. Am 9. April startete Progress M-23M (ISS 55P) und koppelte nach kurzem Flug an Pirs an.
Der Start von Dragon CRS-3 (ISS SpX-3) wurde aus unterschiedlichen Gründen mehrfach verschoben und erfolgte am 18. April. Zwei Tage später wurde der Frachter unter die Station manövriert und mittels Stationsmanipulator Canadarm2 am unteren Port des Moduls Harmony angelegt. Dragon CRS-3 brachte 2.089 kg Fracht zur und 1.563 kg von der Station zur Erde.
Am 23. April koppelte Progress M-21M nach dem Überspielen einer neuen Software vom Heck der Station für einen weiteren Test eines neuen Rendezvoussystems ab. Die Wiederankopplung gelang zwei Tage darauf problemlos.

### Bahnmanöver
Am 13. März wurde die Bahn der Station mit den Triebwerken des am Heck angekoppelten Frachters Progress M-21M im Verlaufe einer achtminütigen Antriebsphase um etwa 2 km angehoben. Am 16. März wurde zusätzlich ein Manöver erforderlich, mit dem man eine zu starke Annäherung eines Trümmerteils des Satelliten Meteor 2-5, der im Jahr 1979 gestartet wurde und längst außer Funktion ist, vermeiden wollte. Dazu wurden die Triebwerke des Frachters Progress M-22M, welcher am Modul Pirs an der Unterseite der Station angekoppelt war, für gut sieben Minuten in Betrieb genommen.
Eine reguläre Bahnanhebung um 3,7 km wurde am 29. März vorgenommen. Am 3. April musste erneut einem Teil Weltraumschrott, einer Sylda-Apparatur von einem Ariane-Start, ausgewichen werden. Dazu genügte eine Antriebsphase von 3:40 min, durch welche die Bahn um 800 m angehoben wurde.
Weitere Bahnanhebungen durch Progress M-21M erfolgten am 12. April um 3,4 km und am 29. April um 2,15 km.

### Außenbordarbeiten

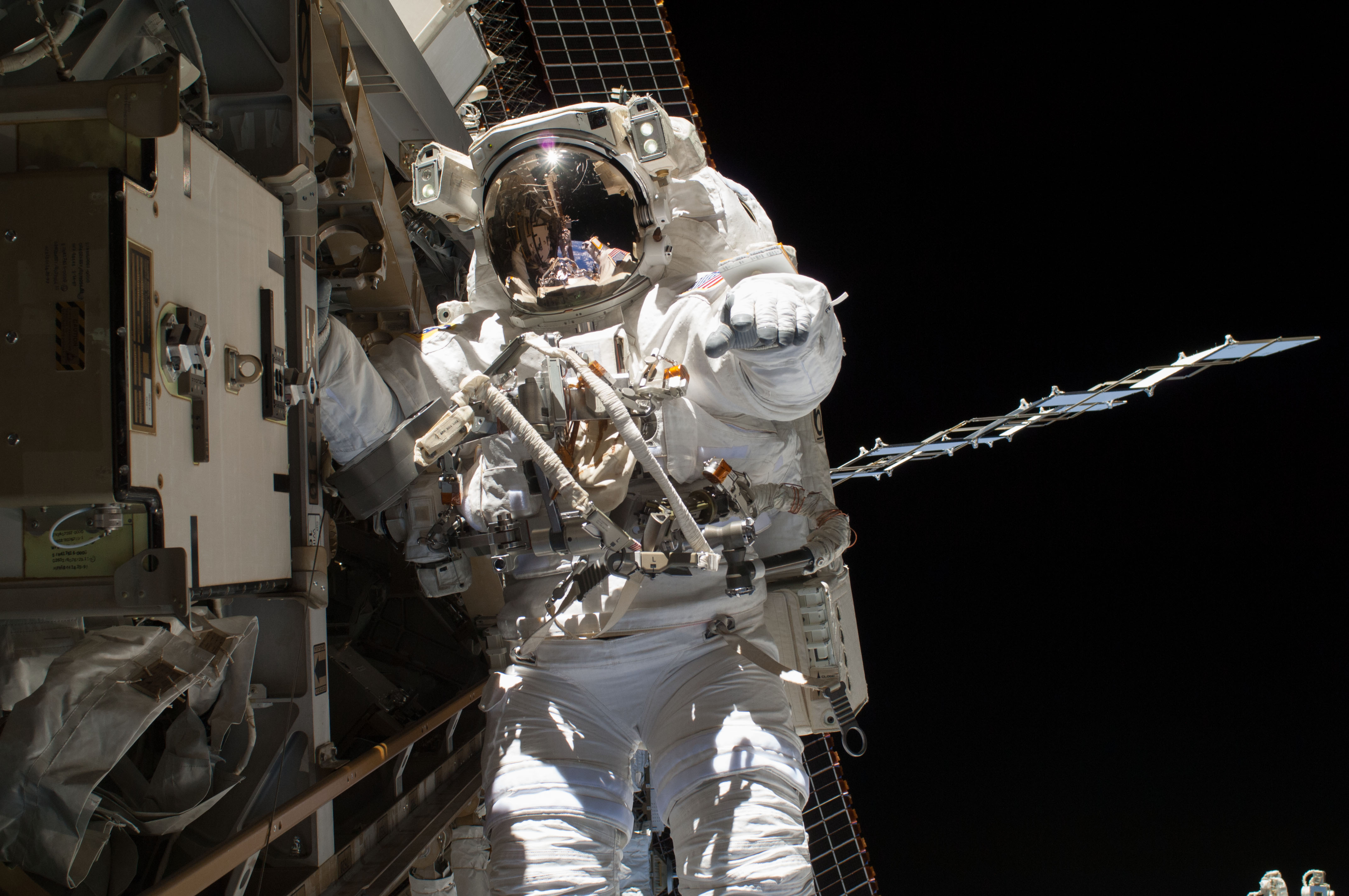
Steve Swanson an der Gitterstruktur S0

Am 23. April stiegen Steve Swanson and Rick Mastracchio für 1 Stunde und 36 Minuten aus der ISS aus, um an der Gitterstruktur S0 eine Computerbox auszutauschen, die als Multiplexer/Demultiplexer fungiert. Die Reservebox war am 11. April ausgefallen.